# 霍赫菲斯特山
46°49′36″N 11°04′52″E / 46.82667°N 11.08111°E

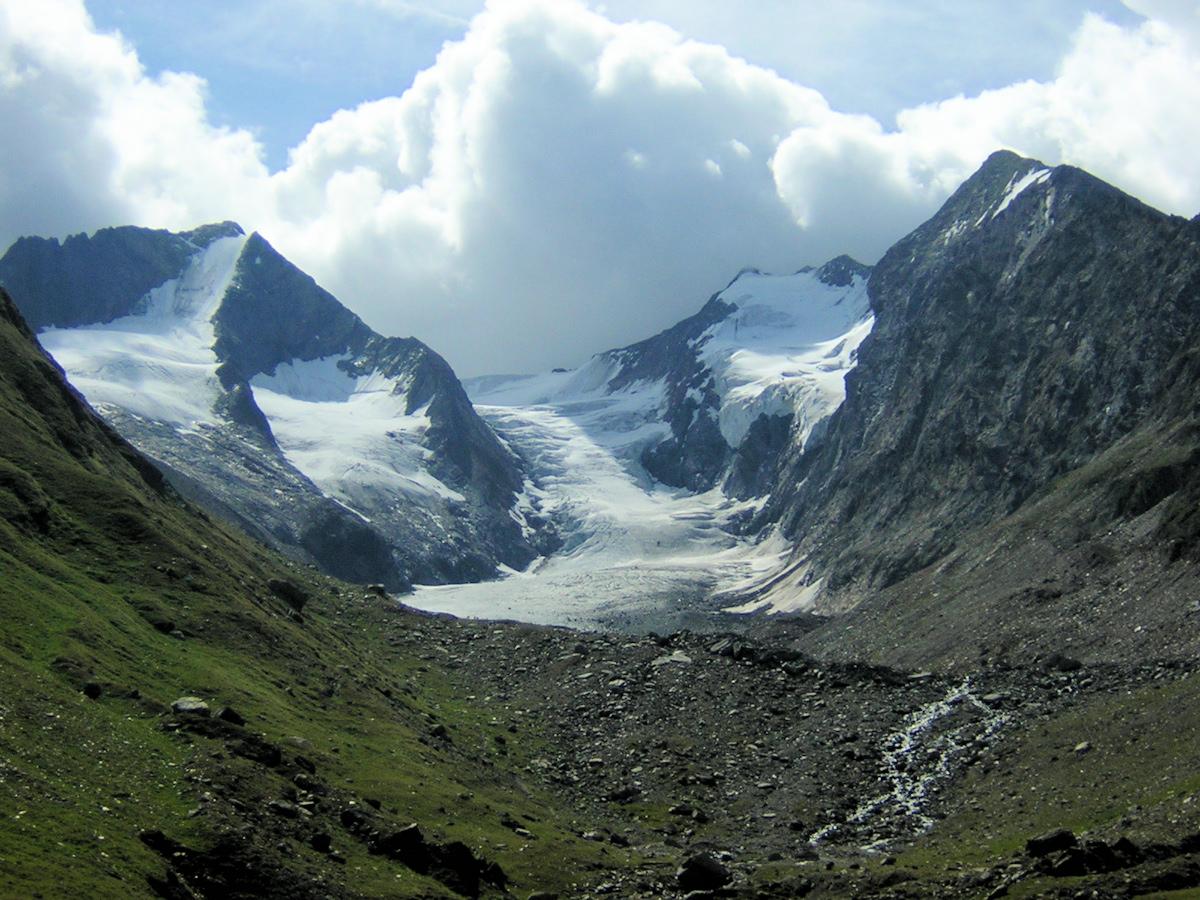

霍赫菲斯特山（德語：Hochfirst），是中歐的山峰，位於奧地利和意大利接壤的邊境，屬於奧茲塔爾阿爾卑斯山脈的一部分，海拔高度3,405米，人類在1870年7月15日首次登頂。